# Uroblaniulus caroliniensis
Uroblaniulus caroliniensis är en mångfotingart som beskrevs av Ottis Robert Causey 1953. Uroblaniulus caroliniensis ingår i släktet Uroblaniulus och familjen Parajulidae. Inga underarter finns listade i Catalogue of Life.